# Дом Брёмзе
Дом Брёмзе (нем. Brömsehaus) — купеческий дом в центре ганзейского города Люнебург (земля Нижняя Саксония), построенный в начале XV века — был назван в честь местного владельца соляного производства Дитриха Брёмзе; является одним из старейших зданий города и памятником архитектуры; сегодня в нём находится офис Общества имени Карла Ширрена.

## История и описание
Дом Брёмзе был построен в период между 1406 и 1426 годами как бревенчатый дом в готическом стиле: хотя он подвергался многочисленным структурным изменениям, его базовая структура XV века сохранилась по сей день. В 1637 году здание было перестроено в очередной раз и получило свой нынешний облик: часть интерьера была оформлена в стиле барокко с лепным потолком (с фресками). Центральным пространством в интерьере купеческого дома остался проход высотой пять и шириной в 18 метров, в котором размещались гужевые повозки; над проходом находились складские помещения, которые впоследствии были переоборудованы в жилые. Оригинальный фронтон был создан в стиле кирпичной готики, но из-за ветхости он был удален и перестроен.
До 1579 года здание находилось в собственности семьи Брёмзе; после этого оно часто меняло владельцев. Снос здания, находившегося в аварийном состоянии, планировался на 1937 году; директор Люнебургского музея и городской архивариус Вильгельм Рейнеке призвал к сохранению сооружения, начав сбор пожертвований. В результате, музейный фонд стал владельцем: имена и гербы спонсоров сохранились на одном из витражей. После Второй мировой войны Брёмзехауз служил убежищем для лиц, пострадавших в годы существования Третьего рейха. В послевоенный период администрация города Люнебург приобрела здания и поместила его в список памятников архитектуры. В 1973 году Общество имени Карла Ширрена арендовало помещения, выкупив его десятилетие спустя. В 2012—2013 годах строение было капитально отремонтировано.